# Limnanthemum senegalense
Limnanthemum senegalense là một loài thực vật có hoa trong họ Menyanthaceae. Loài này được (G. Don) N.E. Br. mô tả khoa học đầu tiên năm 1904.